# Zaid El Morabiti
Zaid El Morabiti (Amsterdam, 4 luglio 1984) è un allenatore di calcio a 5 ed ex giocatore di calcio a 5 olandese.

## Carriera
Di origini marocchine, El Morabiti ha debuttato nella Nazionale di calcio a 5 dei Paesi Bassi in occasione di un'amichevole contro il Belgio giocata l'11 gennaio 2005 e terminata con il risultato di 1-1. Con i tulipani ha disputato oltre cento partite che ne fanno uno dei calcettisti più assidui della selezione.

## Palmarès
- Campionato olandese: 2
Blok/Carillon Boys: 2007-08
ASV Lebo: 2015-16